# Diogenes (biskup Bizancjum)
Diogenes – biskup Bizancjum w latach 114–129.